# Поникве (община Добреполе)
Вижте пояснителната страница за други значения на Поникве.
Поникве (на словенски: Ponikve) е село в Словения, регион Средна Словения. Административен център на община Добреполе. Според Националната статистическа служба на Република Словения през 2015 г. селото има 499 жители.